# Teatro João Caetano (Rio de Janeiro)
O Teatro João Caetano é um tradicional teatro brasileiro, e popularmente conhecido como o mais antigo da cidade do Rio de Janeiro. Porém, o prédio atual é de 1930 e ocupa o lugar do antigo Theatro São Pedro de Alcântara, demolido em 1928. Que por sua vez ficava no lugar do original Theatro São João, este sim inaugurado em 1813 e mais tarde destruído por um incêndio. Está localizado na Praça Tiradentes, sem número, e conta com 1 139 lugares, sendo 605 lugares na plateia, 117 no balcão nobre e 417 no balcão simples.

## Histórico do teatro

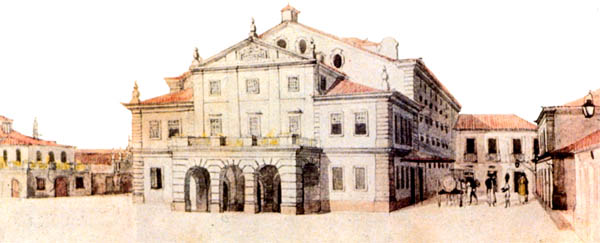
Pintura de Jean Baptiste Debret (cerca de 1834) retratando o Teatro São João.

O primeiro teatro construído no local, com material abandonado destinado à nova Sé, foi inaugurado em 13 de outubro de 1813 e se chamava Real Theatro de São João, acredita-se que foi projetado pelo arquiteto trazido por D. João VI em 1811, José da Costa e Silva, devido as suas similaridades com o Teatro Nacional São Carlos, em Lisboa. A partir daí, o teatro recebeu vários nomes: Imperial Theatro São Pedro de Alcântara, em 1826 e em 1839; Theatro Constitucional, em 1831; e, finalmente, Teatro João Caetano, a partir de 1923.

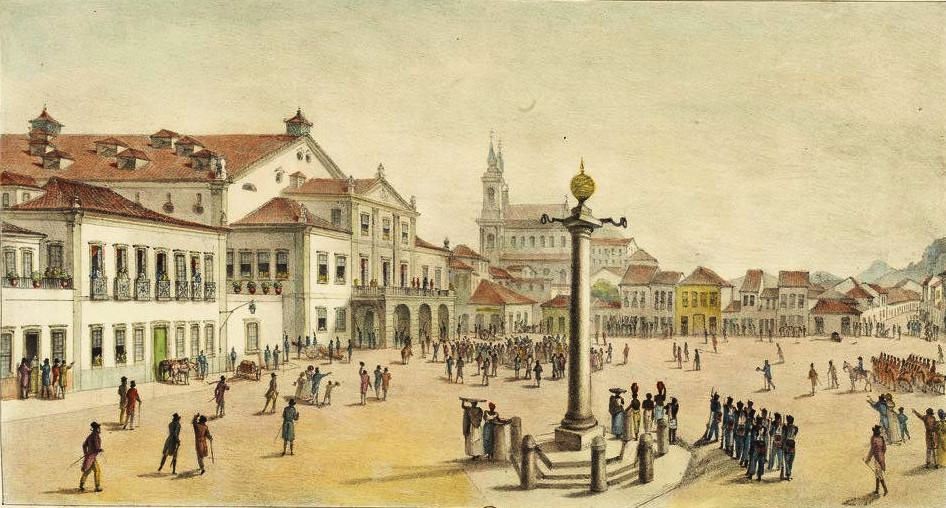
Vista do Teatro Real de São João na Praça da Constituição, atual Praça Tiradentes. Em 1821, na sacada do teatro, D. Pedro I jurou fidelidade à Constituição Portuguesa, daí o nome da praça. Pintura de Jean Baptiste Debret (cerca de 1834).

O primeiro nome foi em homenagem ao príncipe regente, Dom João VI. Sempre em evidência e muito frequentado pela sociedade, o teatro atravessou tragédias e reformas. Com a demolição em decorrência do terceiro incêndio em sua história, o espaço foi reconstruído, e, em 26 de junho de 1930, foi inaugurado o prédio atual com o nome de Teatro João Caetano. Em frente ao prédio, encontra-se uma estátua em tamanho natural do ator João Caetano, que também foi proprietário do teatro, vestido de "Oscar, filho de Ossian", peça de Antoine-Vincent Arnault, foi esculpida por Chaves Pinheiro em 1860, e localizava-se em frente à Academia Imperial de Belas Artes, até este edifício ser demolido em 1930.

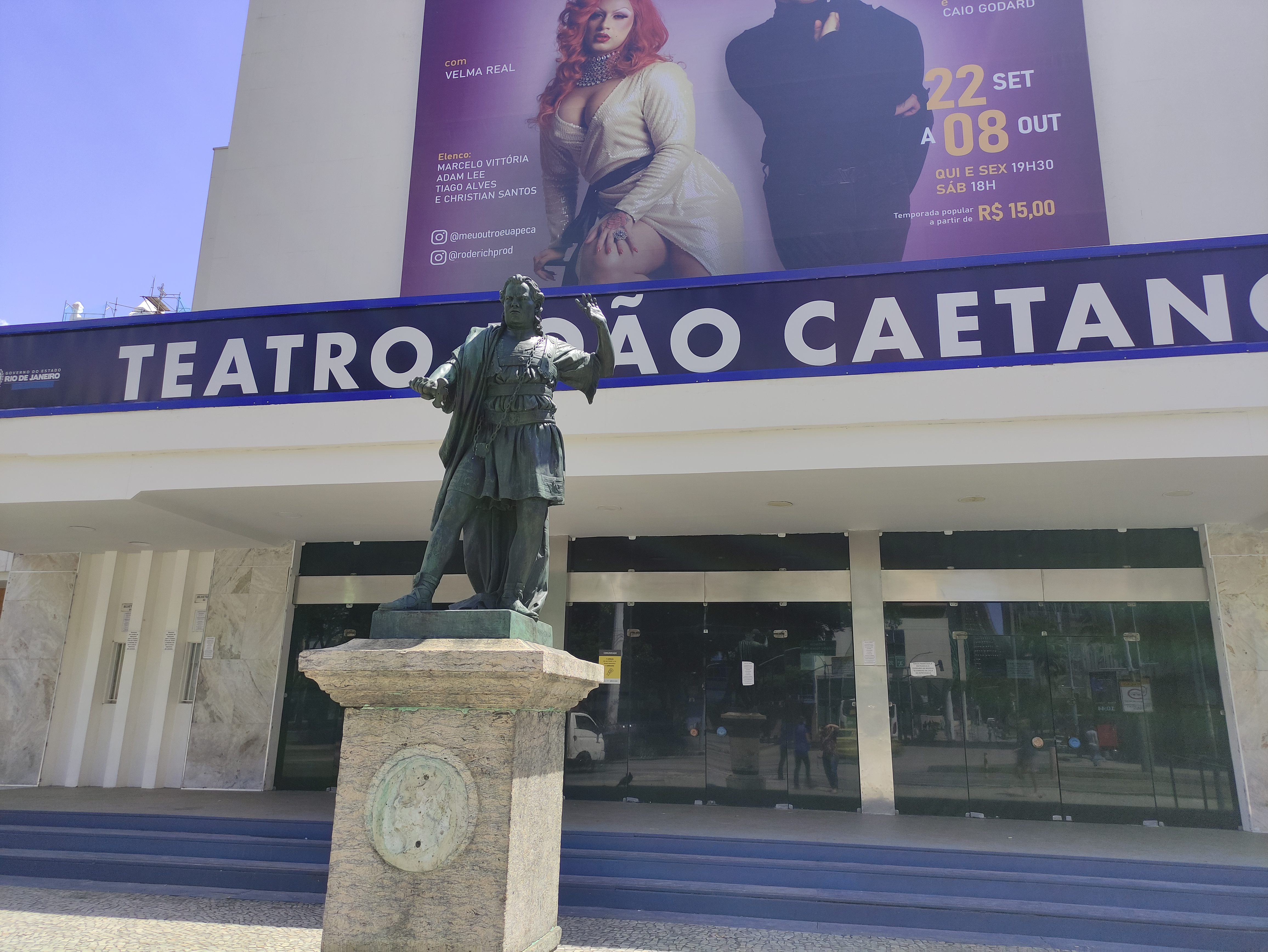
Estátua vandalizada de J. Caetano interpretando "Oscar, filho de Ossian", em frente ao teatro. De autoria do escultor Chaves Pinheiro.

De maio de 1978 até março de 1979, o João Caetano passou pela última remodelação. Dessa reforma, participaram o arquiteto Rafael Peres, responsável pelo atual projeto do prédio; Fernando Pamplona, na parte cênica de iluminação e mecânica do palco; o engenheiro Roberto Thompson, instalando o sistema acústico; e a supervisão do engenheiro Carlos Lafayette, diretor técnico da Fundação Estadual de Teatros do Rio de Janeiro (Funterj). Em obras por um período de dez meses, foi reinaugurado em 11 de março de 1979, com a apresentação da comédia musical O Rei de Ramos, de Dias Gomes.

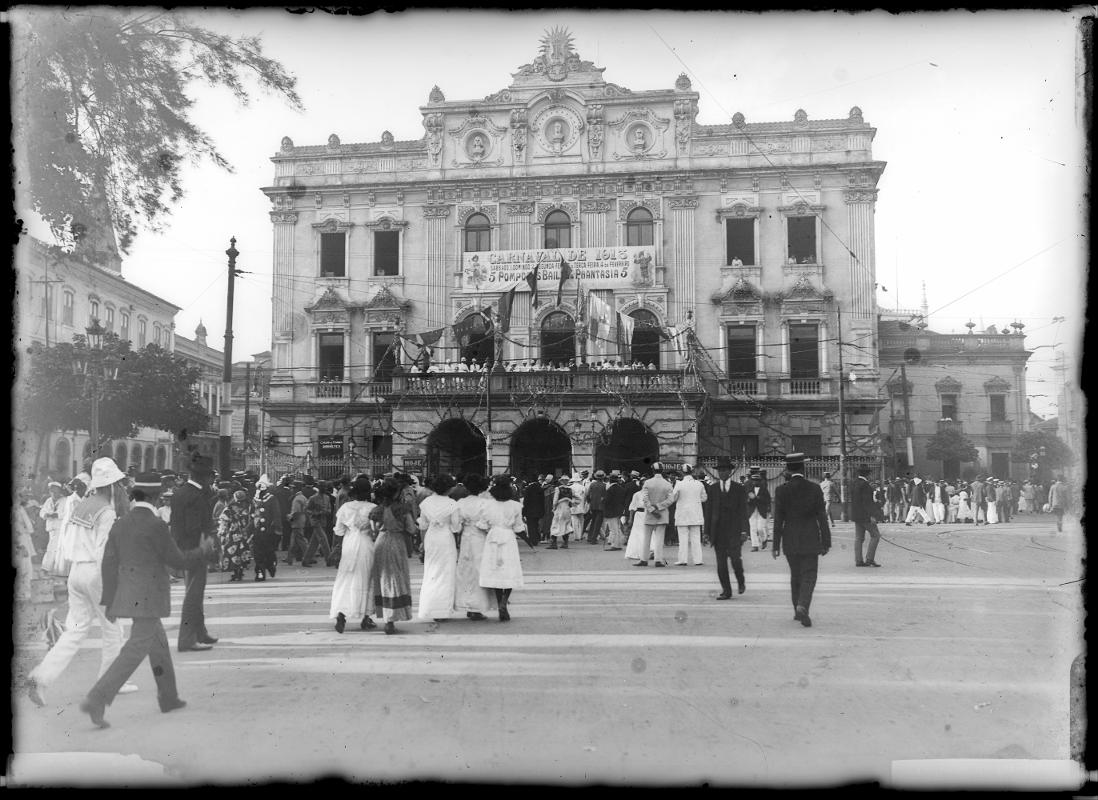
Fotografia do teatro durante o carnaval de 1913

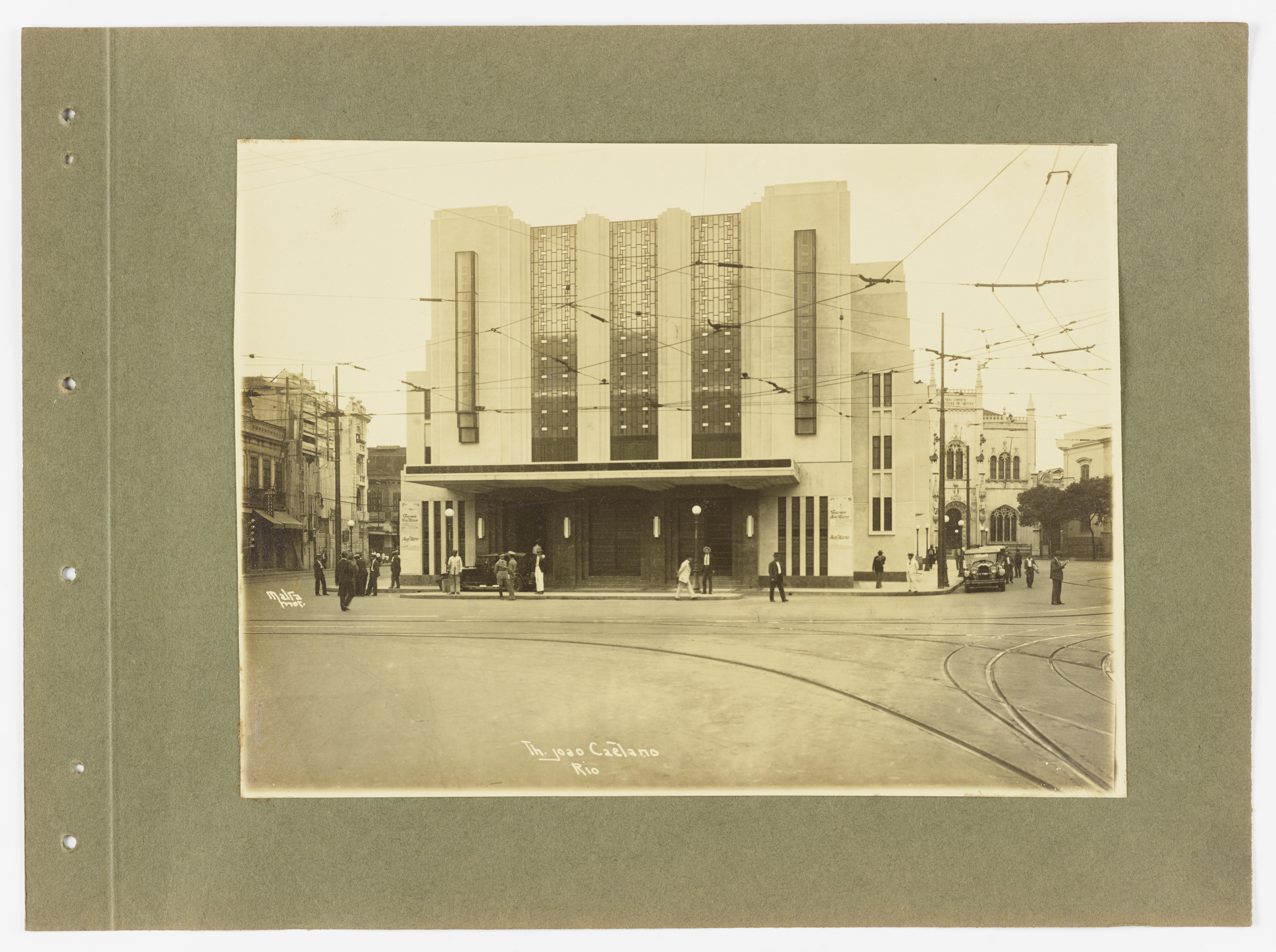
Fotografia do teatro, cerca de 1932. Augusto Malta.

Pelo palco do Teatro João Caetano, têm sido encenados os mais variados gêneros de espetáculos, desde dramas, recitais, balés, óperas, tragédias, vaudevilles, farsas, entre outros. A partir de 1813, foi palco de inúmeras óperas do maestro da corte de D. João VI, o compositor português Marcos Portugal. Em 1817, o teatro recebeu o casal de cantores líricos italianos Gaetano e Isabel Ricciolini, pais de Clara Ricciolini (última mulher do ator João Caetano), que foram pioneiros na montagem das óperas “Don Giovanni”, de Mozart, e "Il Barbiere di Siviglia”, de Rossini. Em 4 de outubro de 1838, no teatro foi representada, pela primeira vez, a célebre peça "O juiz de paz da roça", de Martins Pena,  encenada por João Caetano, o mais famoso ator da época. Desde 1849, foi palco dos revolucionários, e polêmicos, espetáculos de dança da bailarina italiana Maria Baderna, que mesclava o balé clássico com danças populares afro-brasileiras. Na mesma época, a atriz portuguesa Maria Velluti, esposa do ator brasileiro Joaquim Augusto Ribeiro de Sousa, destacava-se no palco do teatro. Em 25 de junho de 1885 e em 6 de  janeiro de 1886, atuaram, no João Caetano, as duas maiores atrizes do século XIX: Eleonora Duse e Sarah Bernhardt. Foi no João Caetano também que aconteceram grandes montagens de musicais, como My Fair Lady, em 1962, com Bibi Ferreira e Paulo Autran, e Hello, Dolly!, com Paulo Fortes, em 1965.

## Fachada
A fachada é toda revestida de mármore branco e vidro blindex fumê, o telhado apresenta telhas francesas e as velhas portas de correr foram substituídas por portas imensas de vidro blindex fumê, que dão acesso ao hall com piso de granito.
As bilheterias, uma de cada lado, têm dois guichês cada uma, sendo um voltado para fora do teatro, e o outro para o interior do hall.
Além das duas portas de saída laterais, foram criadas duas outras portas nos dois ângulos do hall principal para permitir a entrada e a saída do público, simultaneamente.